# 2005年莫斯科大停电

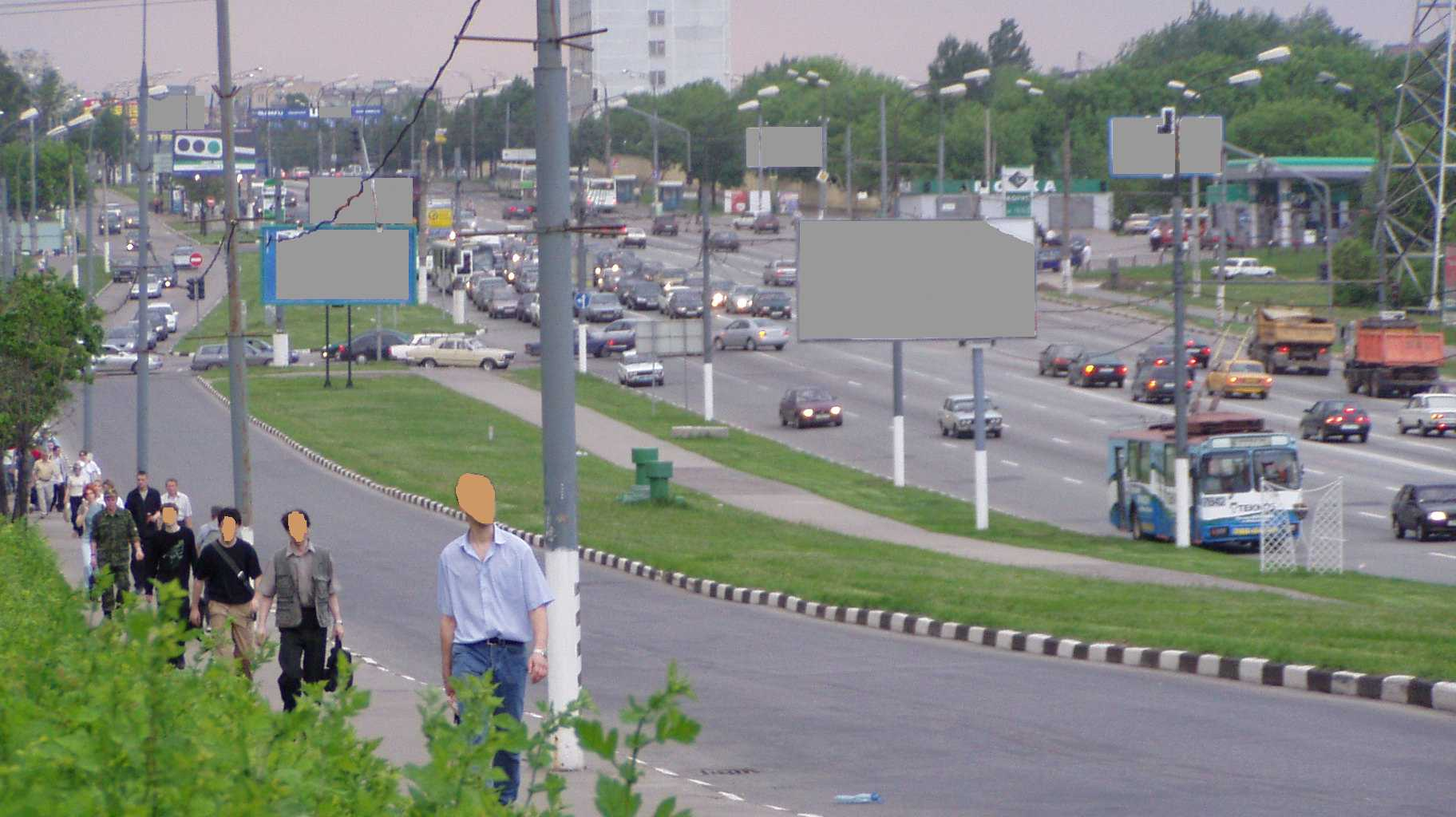
2005年5月25日，因为大停电，人们正在莫斯科瓦尔沙夫斯科埃（Warshawskoe）大街上步行回家。

2005年莫斯科大停电是2005年5月25日莫斯科发生的大停电事故。

## 事故
2005年5月25日上午，莫斯科南部、西南部、东南部城区及郊区大面积停电，莫斯科以南200公里的图拉州、卡卢加州的电力供应也受影响。据俄罗斯媒体报道，这次大停电事故波及莫斯科周边的5个州，受影响的人数为150万人到200万人。莫斯科市内一半地区的工商业及交通运输瘫痪，经济损失超10亿美元。直到2005年5月26日晚，全部停电地区才恢复正常供电。
停电导致莫斯科街上的236个交通信号灯熄灭，引起了一系列交通事故。停电造成43条莫斯科地铁线路中断运行。停电造成了莫斯科严重的交通堵塞，数以千计的市民涌入严重超载的公共汽车及其他地面交通工具。出租车纷纷提价。停电造成1500人被困在电梯里。莫斯科证券交易所交易中断。至少有20家医院启动备用电源。图拉地区的一家化工厂因为停电而发生爆炸。停电地区的空调停止运行。市民争相抢购饮用水。

## 调查
2005年5月25日，俄罗斯联邦政府副总理赫里斯坚科在俄罗斯国家杜马会议上宣布，莫斯科大停电的原因是恰吉诺变电站发生系列爆炸以及火灾。
根据调查，这次停电事故的直接原因是恰吉诺变电站起火爆炸。该变电站建于1963年。该变电站的设备在2005年5月23日晚就曾经起火，但火势较小，晚间已经熄灭。2005年5月24日晚，该变电站的设备再度起火爆炸，并引发该变电站一系列设备发生故障，最终在5月24日23时55分恰吉诺变电站全站停电。工人未能在5月25日上午用电高峰前修复受损的设备。5月25日8时15分起，多条220kV、110kV跳闸。莫斯科市南部110kV电网的电压下降，同时莫斯科电网9座电厂以及图拉电网4座电厂全部或部分停机，引发系统电压崩溃，321座变电站全部停止运行。直到5月26日18时，全部停电地区方才恢复正常供电。
2005年6月18日，俄罗斯电力公司组织的事故调查委员会提出事故报告，说明此次事故的起因及过程，并提出了改进措施。事故调查报告显示，恰吉诺变电站设备老化是引起大停电事故的直接原因。2005年7月6日，负责调查大停电事故的俄罗斯国家杜马工作组宣布，电站人员的工作协调不当以及没有明确的操作规程是导致事故发生的主要原因。

## 处理
2005年5月25日，因停电事故，俄罗斯联邦总统普京短暂推迟了赴罗斯托夫州的行程。根据普京的要求，俄罗斯联邦政府当天下午举行紧急会议讨论莫斯科停电问题。俄罗斯联邦总理米哈伊尔·弗拉德科夫、副总理亚历山大·茹科夫、内务部部长拉希德·努尔加利耶夫、紧急情况部部长绍伊古以及统一电力系统公司总裁阿纳托利·丘拜斯参加了会议。
2005年5月25日当天，普京就停电事故发表电视讲话。在普京发表电视讲话后不久，俄罗斯联邦总检察院宣布，已针对统一电力系统公司的管理层在停电事故中是否有疏忽和滥用权力行为发起了一项刑事调查。
统一电力系统公司总裁丘拜斯是俄罗斯右翼代表人物，是俄罗斯联邦前总统叶利钦的旧部，1998年出任统一电力系统公司总裁，在电力产业推行改革。2005年3月17日，丘拜斯曾遭暗杀但未受伤。2005年5月28日，统一电力系统公司总裁丘拜斯在接受俄罗斯媒体采访时说，除非俄罗斯联邦政府要求他辞去公司总裁的职务，否则他不会主动辞职。
2005年5月底，莫斯科市政当局为此次停电事故起诉莫斯科电力公司。2005年6月4日，普京在主持安全会议时严厉批评了和此次停电事故有关的统一电力系统公司和莫斯科电力公司。莫斯科电力公司总裁叶夫斯塔菲耶夫随即辞职。莫斯科电力公司的上级“统一电力系统公司”的总裁丘拜斯则没有辞职。